# Катрейп
Катрейп (нід. Catrijp) — селище в нідерландській провінції Північна Голландія. Входить до муніципалітету Берген.
Його площа становить 1,92 км², а населення станом на 2021 рік складало 310 осіб.